# Eupithecia trita
Eupithecia trita är en fjärilsart som beskrevs av Turati 1926. Eupithecia trita ingår i släktet Eupithecia och familjen mätare. Inga underarter finns listade i Catalogue of Life.